# Галаганівська сільська рада (Семенівський район)
Галага́нівська сільська́ ра́да — адміністративно-територіальна одиниця та орган місцевого самоврядування в Семенівському районі Чернігівської області. Адміністративний центр — село Галаганівка.

## Загальні відомості
Галаганівська сільська рада утворена у 1987 році.
- Територія ради: 25,22 км²
- Населення ради: 360 осіб (станом на 2001 рік)

## Населені пункти
Сільській раді були підпорядковані населені пункти:
- с. Галаганівка
- с. Грем'ячка

## Склад ради
Рада складалася з 12 депутатів та голови.
- Голова ради: Кравченко Роман Володимирович
- Секретар ради: Кондратенко Лідія Михайлівна

### Керівний склад попередніх скликань
| Прізвище, ім'я, по батькові   | Основні відомості                                                                       | Дата обрання | Дата звільнення |
| ----------------------------- | --------------------------------------------------------------------------------------- | ------------ | --------------- |
| Кравченко Роман Володимирович | Сільський голова, 1983 року народження, освіта середня спеціальна                       | 26.03.2006   | 31.10.2010      |
| Кравченко Роман Володимирович | Сільський голова, 1983 року народження, освіта середня спеціальна, член Народної партії | 31.10.2010   |                 |

Примітка: таблиця складена за даними сайту Верховної Ради України

### Депутати
За результатами місцевих виборів 2010 року депутатами ради стали:

#### За суб'єктами висування
| Суб'єкт висування                 | Кількість обраних депутатів | %    |
| --------------------------------- | --------------------------- | ---- |
| Партія регіонів                   | 6                           | 50   |
| Самовисування                     | 3                           | 25   |
| Політична партія «Сильна Україна» | 2                           | 16,7 |
| Народна партія                    | 1                           | 8,3  |

#### За округами
| № округу                          | Прізвище, ім'я, по батькові       | Дата визнання обраним | Освіта             | Партійна приналежність                        | Відомості про обраного депутата                 |
| --------------------------------- | --------------------------------- | --------------------- | ------------------ | --------------------------------------------- | ----------------------------------------------- |
| Народна Партія                    |                                   |                       |                    |                                               |                                                 |
| 11                                | Моісеєнко Олександр Михайлович    | 02.11.2010            | середня спеціальна | член Народної партії                          | Новгород-Сіверський молокозавод, малоко приймач |
| Партія регіонів                   |                                   |                       |                    |                                               |                                                 |
| 1                                 | Євтушенко Олег Вікторович         | 02.11.2010            | незакінчена вища   | член Партії регіонів                          | ТОВ «Нове життя», ветлікар                      |
| 3                                 | Прбильський Василь Миколайович    | 02.11.2010            | середня спеціальна | член Партії регіонів                          | тимчасово не працює                             |
| 5                                 | Колечиць Сергій Миколайович       | 02.11.2010            | середня спеціальна | член Партії регіонів                          | тимчасово не працює                             |
| 7                                 | Коржов Олександр Сергійович       | 02.11.2010            | середня спеціальна | член Партії регіонів                          | ТОВ «Нове життя», тракторист                    |
| 9                                 | Коваленко Олександр Петорович     | 02.11.2010            | вища               | член Партії регіонів                          | ТОВ «Нове життя», головний бухгалтер            |
| 12                                | Кокаш Анатолій Миколайович        | 02.11.2010            | середня спеціальна | член Партії регіонів                          | тимчасово не працює                             |
| Політична партія «Сильна Україна» |                                   |                       |                    |                                               |                                                 |
| 4                                 | Автомієнко Надія Михайлівна       | 02.11.2010            | середня спеціальна | член Політичної партії «Сильна Україна»       | Галаганівська сільська рада, головний бухгалтер |
| 10                                | Кондратенко Лідія Михайлівна      | 02.11.2010            | середня спеціальна | член Політичної партії «Сильна Україна»       | Галаганівська сільська рада, секретар           |
| Самовисування                     |                                   |                       |                    |                                               |                                                 |
| 2                                 | Сич Галина Миколаївна             | 02.11.2010            | вища               | позапартійна                                  | ТОВ «Нове життя», економіст                     |
| 6                                 | Автомієнко Світлана Володимирівна | 02.11.2010            | середня спеціальна | член Всеукраїнського об'єднання «Батьківщина» | Укрпошта, завідувач відділення зв'язку          |
| 8                                 | Небрат Олександр Михайлович       | 02.11.2010            | середня спеціальна | позапартійний                                 | Архипівська ветдільниця, ветлікар               |